# Phenax bullatus
Phenax bullatus är en nässelväxtart som beskrevs av Henry Hurd Rusby. Phenax bullatus ingår i släktet Phenax och familjen nässelväxter. Inga underarter finns listade i Catalogue of Life.